# Migmatitwand
Die Migmatitwand ist eine Felswand der Mountaineer Range im ostantarktischen Viktorialand. Sie ragt gegenüber dem zu den Southern Cross Mountains gehörenden Eldridge Bluff an der Ostflanke des Aviator-Gletschers auf.
Wissenschaftler der deutschen Expedition GANOVEX III (1982–1983) nahmen ihre Benennung vor. Namensgebend ist das hier gefundene Migmatitgestein.